# Sericochroa celsa
Sericochroa celsa är en fjärilsart som beskrevs av William Schaus 1928. Sericochroa celsa ingår i släktet Sericochroa och familjen tandspinnare. Inga underarter finns listade i Catalogue of Life.